# Daleké Dušníky
Daleké Dušníky település Csehországban, a Příbrami járásban. Daleké Dušníky Ouběnice, Rybníky, Nečín, Obořiště, Svaté Pole és Drhovy településekkel határos. Lakosainak száma 435 fő (2024. január 1.).

## Népesség
A település lakosságának változását az alábbi diagram mutatja:
| Lakosok száma | 534  | 588  | 595  | 470  | 426  | 398  | 410  | 410  | 430  | 435  |
|               | 1869 | 1890 | 1921 | 1950 | 1980 | 2001 | 2017 | 2019 | 2022 | 2024 |